# Faustino (futebolista)
Alcides da Cruz Faustino, mais conhecido como Faustino (Araraquara, 2 de dezembro de 1940 – São Paulo, 9 de julho de 1990), foi um futebolista brasileiro que atuou como ponta-direita.
Seu futebol foi definido assim pelo jornal O Estado de S. Paulo: "Irreverente, de fintas curtas, sempre em direção do gol, provocando a falta." Destacou-se na Ferroviária e foi cobiçado por grandes clubes, inclusive o Independiente da Argentina, sendo contratado pelo São Paulo, em 19 de abril de 1961, junto com Pimentel. Faustino estreou com a camisa tricolor em 7 de maio. Titular durante boa parte de sua passagem pelo Morumbi, Faustino pegou uma fase em que o time viveu seu maior jejum de títulos.
Em 1966, foi emprestado para o Bragantino para o Campeonato Paulista. Na estreia pelo novo clube, acabou expulso, mas permaneceria em Bragança Paulista em 1967 e 1968, quando voltou para o São Paulo.
Em seu primeiro treino de volta ao Morumbi, apresentou-se seis quilos acima de seu peso normal. Mesmo assim, disputou o Campeonato Paulista de 1968 pelo clube, porém após o encerramento, foi novamente emprestado ao Bragantino. Ainda passou pelo Comercial de Tietê, mas, com problemas de peso, encerrou sua carreira precocemente.
Após pendurar as chuteiras, foi professor de Educação Física em uma faculdade de Santo André.

## Morte
Na manhã de 5 de julho de 1990, Faustino reagiu a um assalto em Santo Amaro e foi baleado pelos ladrões. Internado em estado gravíssimo, acabou morrendo quatro dias depois.